# Tupelo (Mississippi)
Tupelo è una città (city) degli Stati Uniti d'America, capoluogo della contea di Lee, nello Stato del Mississippi. I soprannomi più diffusi sono All America City, slogan presente anche sullo stemma, e T-Town.

## Origini del nome
Il nome della città deriva da quello di un albero, tipico della zona.

## Storia
Nell'area su cui oggi si estende Tupelo vi era in origine un insediamento della tribù amerinda dei Chickasaw, vicino a cui si svolse, nel 1732, una battaglia fra indigeni (armati dagli inglesi) e forze d'invasione formate da un'alleanza tra francesi e nativi americani Choctaw. Attraversata dal Natchez Trace, pista pellerossa che univa le rive del fiume Mississippi a quelle del Cumberland, nel XVIII secolo, in seguito all'ampliamento di essa da parte degli inglesi, divenne centro di scambi commerciali importante, con il nome di Gum Pond.
Nel 1864 fu teatro di una battaglia della Guerra di secessione americana, solo dopo la fine della quale venne ribattezzata col nome attuale e le venne assegnato lo status di città. Nel 1934 Tupelo e la sua regione furono raggiunte dall'energia elettrica, prodotta grazie all'attività dell'appena costituita Tennessee Valley Authority. Nel 1935 il presidente Roosevelt volle onorarla con una visita, in quanto prima città elettrificata grazie alla TVA.

## Geografia fisica
La città sorge a nord-est del proprio Stato, non lontana dai confini con il Tennessee (a nord) e l'Alabama (ad est).

## Cultura

### Musica
È nota soprattutto per essere stata la città natale del cantante rock and roll Elvis Presley.

### Musei
- Museo dell'automobile: ospita centinaia d'auto d'epoca[5].

## Monumenti e luoghi d'interesse
- Casa natale di Elvis Presley: è la maggior attrazione turistica della città[6].